# Ogbronuagum
L'Ogbronuagum (o Bukuma) és una llengua que es parla a l'estat de Rivers del sud de Nigèria. Es parla concretament a la LGA de Degema, a la zona de la ciutat de Bukuma.
L'ogbronuagum és una llengua que forma part de les llengües Central Delta de les llengües del riu Cross de la família lingüística de les llengües Benué-Congo.Segons l'ethnologue el 2000 tenia 12.000 parlants. L'ogbronuagum té gramàtica.
El 55% dels parlants d'ogbronuagum professen confessions cristianes: el 60% són protestants, el 20% són catòlics i el 20% són d'esglésies independents, i el 8% són evangèlics. El 45% restant creuen en religions tradicionals africanes.